# Quinto Fúlvio Flaco
Quinto Fúlvio Flaco (em latim: Quintus Fulvius Flaccus) foi um político da gente Fúlvia da República Romana eleito cônsul por quatro vezes, em 237, 224, 212 e 209 a.C. com Lúcio Cornélio Lêntulo Caudino, Tito Mânlio Torquato, Ápio Cláudio Pulcro e Fábio Máximo respectivamente. Um dos grandes heróis da Segunda Guerra Púnica, foi ainda pretor em 215 e 214 a.C, procônsul em 211 e 210 a.C. para continuar sua campanha em Cápua e, finalmente, ditador em 210 a.C..
Era filho de Marco Fúlvio Flaco, cônsul em 264 a.C., pai de Quinto Fúlvio Flaco, cônsul em 179 a.C., e avô de Quinto Fúlvio Flaco, cônsul em 180 a.C..

## Primeiro consulado (237 a.C.) e censorado (231 a.C.)

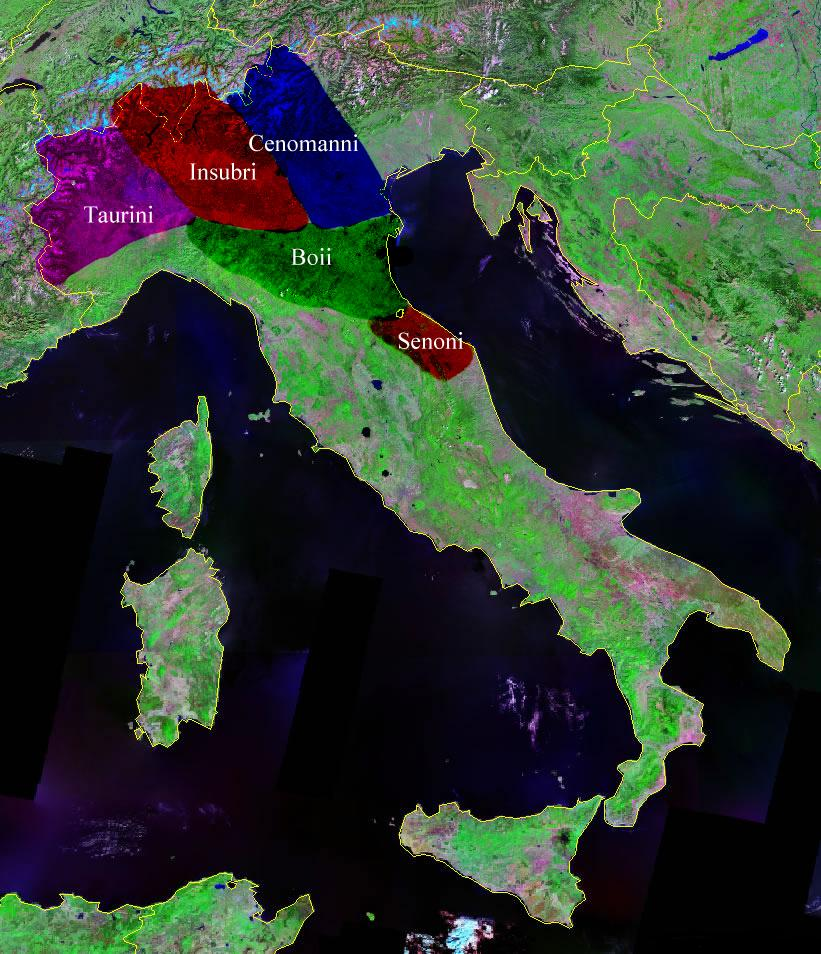
Mapa dos principais povos da Gália Cisalpina, a região conquistada durante os primeiros consulados de Quinto Fúlvio Flaco.

Foi eleito cônsul em 237 a.C. com Lúcio Cornélio Lêntulo Caudino, no no qual lutou contra os gauleses.
Em 231 a.C., foi eleito censor com Tito Mânlio Torquato, porém, não havia transcorrido ainda um lustro - tempo que durava o censorado - antes de serem nomeados novos censores, o que só ocorreria em 230 a.C. Por isso, renunciaram.

## Segundo consulado (224 a.C.)
Em 224 a.C., foi eleito novamente, desta vez com Tito Mânlio Torquato e ambos lideraram, com sucesso, a guerra contra os gauleses no norte da Itália. Por conta desta campanha, foram os primeiros generais romanos a ultrapassar o rio Pó. Em sua campanha, derrotou e subjugou os ínsubres.

## Segunda Guerra Púnica

### Primeiros anos (218–213 a.C.)
Em 216 a.C., Flaco foi nomeado pontífice no lugar de Quinto Élio Peto, que foi morto na Batalha de Canas. No ano seguinte, foi eleito pretor urbano e o Senado colocou 25 navios sob seu comando para a proteção das vias marítimas próximas de Roma, mas o próprio Senado, pouco depois, ordenou que ele recrutasse 5 000 soldados e 400 cavaleiros e seguisse para a Sardenha. Flaco nomeou também o novo comandante enquanto Quinto Múcio, que estava gravemente doente, não se recuperava. O escolhido foi Tito Mânlio Torquato.
Em 214 a.C., foi o único a ser reeleito pretor (mais uma vez "urbano") e o Senado, através de um senatus consultum, decretou que Flaco tivesse a cidade de Roma como província e que tivesse também o comando das tropas na ausência dos cônsules. No final do ano seguinte, foi mestre da cavalaria (magister equitum) do ditador comitiorum habendorum causa Caio Cláudio Centão, escolhido para convocar a Assembleia das centúrias para a eleição dos novos cônsules.

### Terceiro consulado (212 a.C.)
Acabou sendo eleito cônsul com Ápio Cláudio Pulcro em 212 a.C. Durante seu mandato, instituiu os Ludi Apollinari e concorreu ao cargo de pontífice máximo, mas não conseguiu obter o cargo por que a posição era incompatível com a de cônsul. Os dois lutaram com sucesso contra Hanão, comandante dos cartagineses, na Batalha de Benevento e, pouco depois, cercou a cidade de Cápua.

### Proconsulados (212–210 a.C.)

#### Cerco de Cápua e marcha contra Roma

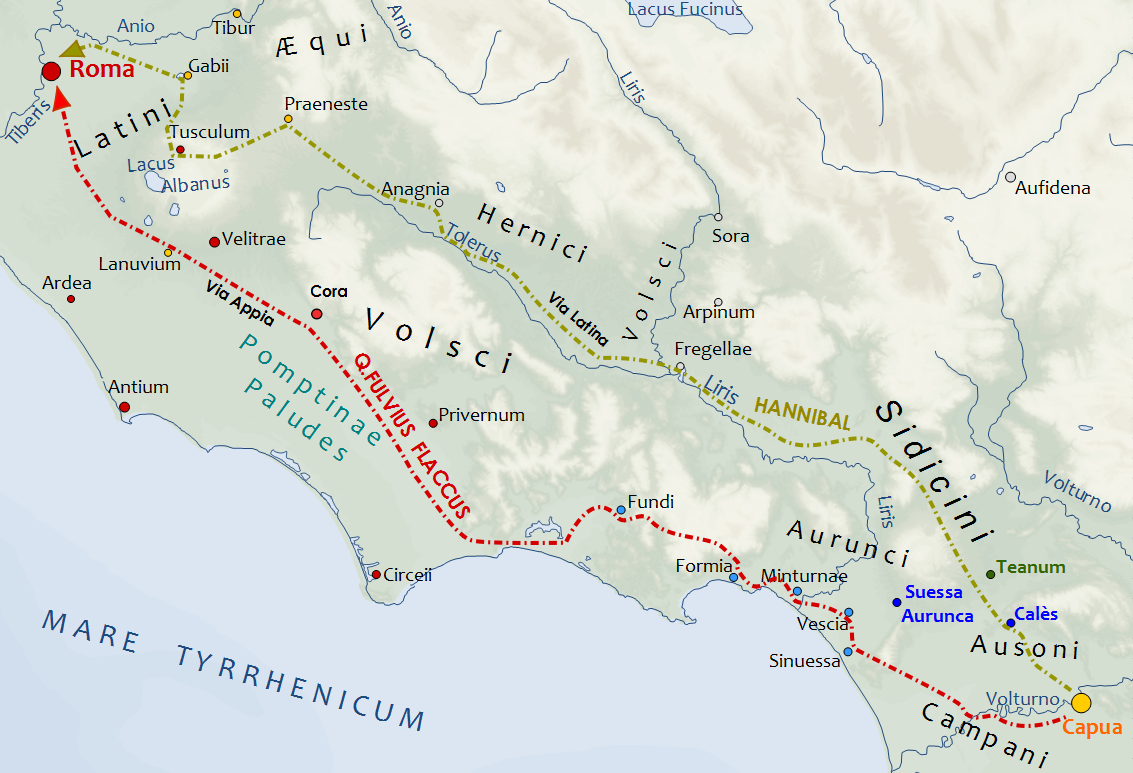
Marcha de Aníbal a Roma (em amarelo) e a de Quinto Fúlvio Flaco (em vermelho).

Quinto Fúlvio e Ápio Claúdio, cônsules em 212 a.C., continuaram no comando de seus exércitos como procônsules em 211 a.C. e receberam ordens de não levantarem o cerco à cidade de Cápua sem conquistar a cidade. Quando Aníbal decidiu marchar para Roma, abandonando o cerco, conta-se que Flaco escreveu imediatamente ao Senado para informar sobre as intenções do general cartaginês. Houve uma grande comoção entre os senadores que consideraram a situação crítica o suficiente para que fosse convocada uma Assembleia geral. Alguns, como Públio Cornélio Cipião Asina, propuseram que se convocassem de volta à Roma todos os comandantes e seus exércitos com o objetivo de defender a capital, abandonando assim o cerco em Cápua. Outros, por outro lado, como Fábio Máximo, consideraram vergonhoso abandonar Cápua por causa do medo que provocava os movimentos de Aníbal.
| “ | Como [Aníbal] podia esperar tomar Roma depois de ser expulso de Cápua se não havia ousado dirigir-se contra Roma depois da vitória em Canas!? | ” |
|   | — Lívio, Ab Urbe Condita XXVI, 8.4. |   |

Entre as facções opostas, prevaleceu a opinião mais equilibrada de Públio Valério Flaco, que, tendo escutado os dois argumentos, propôs que se escrevesse aos comandantes que assediavam Cápua, informando-lhes o tamanho das forças que defendiam a cidade; estes, por sua vez, podiam saber quantos soldados Aníbal havia levado consigo e quantos seriam necessários para cercar Cápua. Somente depois eles próprios decidiriam qual seria o comandante que seguiria para Roma e com qual força para defender a capital de Aníbal. Foi assim que Fúlvio Flaco escolheu ir a Roma, pois Ápio Cláudio estava ferido. Ele escolheu 15 000 soldados e 1 000 cavaleiros e atravessou o Volturno. Como sabia que Aníbal subia pela Via Latina, escolheu a Via Ápia, enviando mensageiros às cidades no caminho, como Sétia, Cora e Lavínio, para que que deixassem as provisões necessárias ao exército à beira da estrada. Ordenou também que guarnições fossem postadas em cada uma delas, prontas para defendê-las.
Aníbal, que já não estava ansioso para tomar a cidade, assim que soube que os romanos estavam alistando duas novas legiões em Roma e também que Flaco vinha marchando para lá com um grande exército, preferiu desistir do projeto de capturar Roma e, ao invés disso, dedicou-se a penetrar profundamente na região vizinha, saqueando e queimando tudo o que podia. Os cartagineses acabaram reunindo em seu próprio acampamento uma grande quantidade de butim, pois nenhuma força ousava confrontá-los. Poucos dias mais tarde, Aníbal decidiu voltar para Cápua, seja por que estava satisfeito com o resultado dos saques, seja por que acreditava ser impossível cercar Roma, mas sobretudo por que esperava que seu plano tivesse surtido o efeito esperado depois de passados um número suficiente de dias, obrigando o procônsul Ápio Cláudio a ou levantar o cerco a Cápua ou dividir seu exército tentando salvar a pátria e manter o cerco simultaneamente. Qualquer uma das duas situações era do agrado do general cartaginês. Porém, quando Aníbal soube que Ápio Cláudio não havia encerrado o cerco a Cápua, preferiu levar seu exército até Daunia, na região setentrional da Apúlia, e a terra dos brútios (moderna Calábria), alcançando Régio de forma tão súbita que por pouco não conseguiu tomar a cidade, aliada dos romanos, de surpresa.

#### Retorno a Cápua (211-210 a.C.)
Retornando a Cápua, ajudou no cerco da cidade, que havia sido abandonada pelas tropas de Aníbal. Os dois procônsules, Flaco e Ápio Cláudio, ordenaram que os senadores campânios se apresentassem no acampamento romano, fora das muralhas. Quando eles chegaram, foram todos presos e receberam ordens de entregar todo o ouro e toda a prata que possuíam aos questores. Vinte e cinco deles foram enviados como prisioneiros a Cales e vinte e oito a Teano Sidícino; eles eram os principais responsáveis pela revolta de Cápua contra Roma. Com relação à pena a ser imposta a estes senadores, os dois procônsules discordaram, pois Cláudio era favorável ao perdão, mas Flaco queria uma punição que servisse de exemplo. A discórdia entre os dois levou-os a escreveram ao Senado, não apenas consultando sobre a decisão a ser tomada, mas também sobre a oportunidade de interrogar os prisioneiros. E Fúlvio, que considerava inoportuno que os senadores romanos fossem interrogados, pois eles poderiam delatar aliados latinos e prejudicar a aliança já consolidada com eles, decidiu partir para Teano com 2 000 cavaleiros ao amanhecer. Chegando lá, ordenou que o principal magistrado lhe trouxesse os campânios que estavam sob sua custódia. Quando eles chegaram, foram massacrados a pauladas e decapitados com um machado. Logo depois, ele rapidamente seguiu para Cales e ordenou que os prisioneiros campânios fossem, da mesma forma, levados até ele. Segundo Lívio, chegou naquele momento um mensageiro portando a resposta do Senado, mas aparentemente Fúlvio não a leu, pois imediatamente massacrou os prisioneiros que restavam.

#### Processo contra Flaco e o governo de Cápua (210 a.C.)

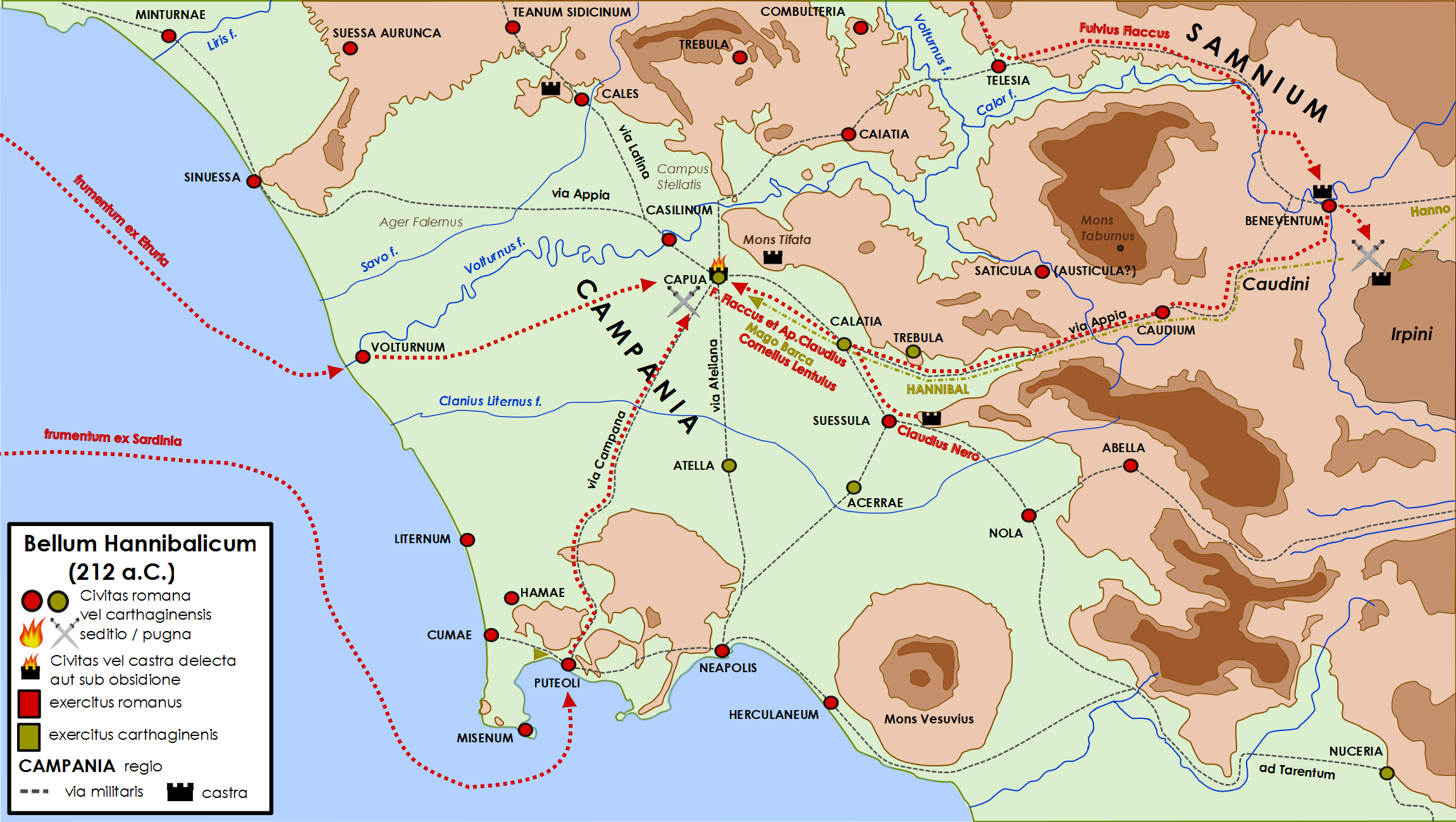
Campanha de Aníbal na Campânia e as principais cidades envolvidas, inclusive Cápua.

Em 210 a.C., quando um dos cônsules daquele ano, Marco Valério Levino, retornou do front macedônico, passou por Cápua. Ali, uma grande multidão de campânios foi ao seu encontro aos prantos, implorando-lhe que permitisse que fossem a Roma para suplicar aos senadores, pois haviam sido levados a um estado de extrema ruína por causa do procônsul Fúlvio Flaco. Este, em sua defesa, declarou não odiar pessoalmente os campânios. Sua hostilidade derivava simplesmente do fato de que os campânios odiavam profundamente o povo romano. Segundo Lívio, "Não existia sobre a terra, de fato, um povo mais hostil contra os romanos [do que os campânios]". Flaco alegou que os havia mantido presos em seus próprios muros para evitar que pudessem vagar pela região vizinha como "bestas ferozes", massacrando indiscriminadamente. Os campânios contaram a Levino que alguns deles haviam fugido para o lado de Aníbal enquanto outros haviam tentado incendiar o Fórum Romano. Levino, de fato, encontrou o Fórum semi-incendiado por alguns campânios, que foram denunciados e executados depois de um processo legal perante o Senado. Flaco alegou que não achava seguro permitir campânios no interior das muralhas de Roma, mas Levino, depois que os campânios juraram a Flaco que retornariam a Cápua cinco dias depois de receberem a resposta do Senado, permitiu que eles viessem à cidade. Rodeado pela multidão e seguido também por uma delegação de siracusanos, que vieram reclamar com Levino sobre um tratamento similar dispendido pelo cônsul Marco Cláudio Marcelo, o conquistador de Siracusa, aparentemente Levino se ressentiu por causa da destruição de duas famosíssimas cidades e guiou até Roma, como acusadores, os que foram vencidos em combate por dois ilustres generais como Flaco e Marcelo.
Bem mais complicado foi, por outro lado, o veredito pela causa de Cápua, pois os campânios estavam entre os mais próximos aliados italianos, portadores desde muito tempo da cidadania romana. Os senadores escutaram a delegação e pediram que eles deixassem o recinto; decidiu-se então convocar Quinto Fúlvio Flaco, que era o governador de Cápua, uma vez que Ápio Cláudio Pulcro morreu logo depois da captura da cidade, mas ninguém queria deixar Cápua desprotegida por muito tempo. Decidiu-se então escutar Marco Atílio Régulo, ex-cônsul, Caio Fúlvio Flaco, irmão de Quinto Fúlvio, Quinto Minúcio Termo e Lúcio Vetúrio Filão, importantes expoentes romanos e testemunhas da Batalha de Cápua como colaboradores do procônsul Ápio Cláudio Pulcro. Estando presentes expoentes em número suficiente para julgar a questão, iniciou-se o processo.
O veredito para a cidade de Cápua e para as populações itálicas era que a revolta contra Roma foi muito severa. A população de Cápua foi dividida, exilada e reduzida à escravidão. Na realidade, o destino do qual Marcelo poupou Siracusa ao impedir que seus soldados capturassem e escravizassem os cidadãos siracusanos, o Senado agora não poupou a Cápua o sofrimento de ver seus habitantes vendidos como escravos a Roma. Além disso, foi ordenado o confisco dos bens, das moradias e a redistribuição forçada de suas terras. O comando de Flaco foi prorrogado em Cápua, mas com um exército reduzido a uma legião e uma ala de aliados. De volta à Cápua, Flaco investiu seu tempo vendendo os ativos confiscados dos principais cidadãos e repartindo as terras conquistadas em troca de uma certa quantidade de cereais.

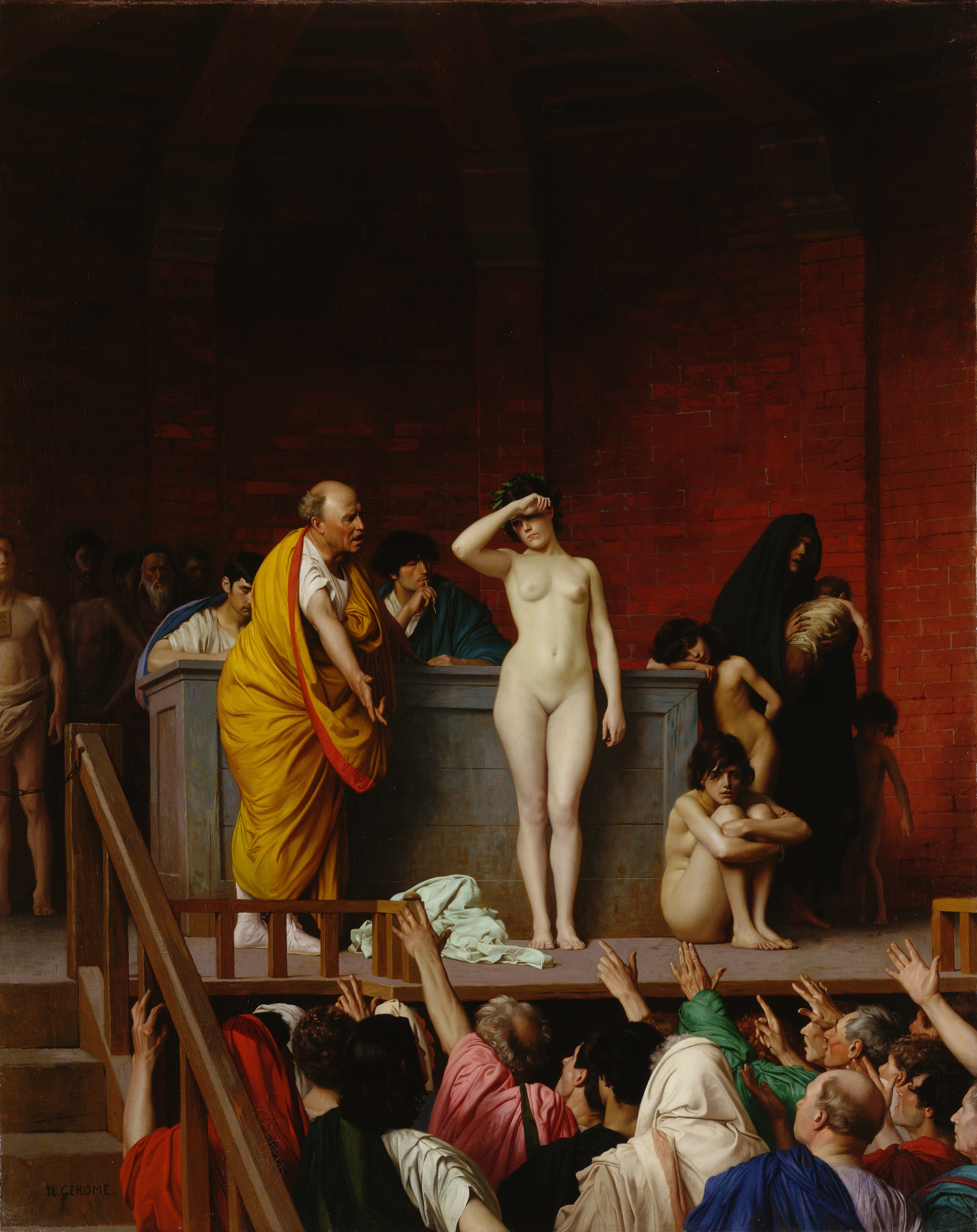
Mercado de escravos em Roma. Depois da conquista de Cápua, muitos de seus habitantes foram vendidos em Roma.
1884. Por Jean-Léon Gérôme, no Hermitage, em São Petersburgo.

Como ele não perdia a oportunidade de uma crueldade contra os campânios, conseguiu descobrir, através de uma denúncia, uma nova ação criminosa. Flaco havia ordenado que seus soldados liberassem os edifícios privados, principalmente por que queria também alugá-los como já vinha fazendo com as terras, mas também queria que seu exército se mantivesse de prontidão para que não se enfraquecesse, um erro cometido por Aníbal no chamado "Ócio de Cápua". Por isso ele ordenou que as tropas construíssem perto dos portões, ao longo dos muros, suas novas residências. Elas foram construídas principalmente com treliças e pranchas de madeira, outras foram cobertas com juncos, ao passo que todas tinham telhado de palha, material altamente inflamável. Cento e setenta campânios, liderados pelos irmãos da família dos Blóssios (Blossii), haviam formado um complô para incendiar todas estas novas habitações numa determinada noite. A denúncia, segundo Lívio, partiu dos escravos dos Blóssios. Por ordem do procônsul, as portas de Cápua foram repentinamente fechadas enquanto os soldados, armados depois de um sinal pré-determinado, prendiam os culpados que, depois de um aprofundado inquérito, foram condenados à morte. Os delatores foram libertados e receberam uma recompensa de dezesseis mil sestércios.
Os habitantes de Nuceria e Acerra, que haviam perdido completamente as condições de vida, pois Acerra fora parcialmente incendiada e Nuceria, completamente arrasada, foram enviados por Flaco para suplicarem ao Senado. Aos acerranos, foi concedida permissão para reconstruírem os edifícios incendiados, e os nucerianos receberam ordens de se transferirem para Atella, cujos habitantes foram realocados para Calatia.

### Ditadura (fim de 210 a.C.)
Lívio conta que ao final do mandato de 210 a.C., depois que o cônsul Marco Valério Levino teve que partir com urgência de volta para sua província na Sicília por causa do temor de uma nova invasão cartaginesa, o povo havia escolhido como ditador comitiorum habendorum causa Fúlvio Flaco, que ainda estava em Cápua. Os senadores, por conta da repentina partida do cônsul, convocaram a Roma o outro, Marco Cláudio Marcelo, para que ele nomeasse o ditador indicado pelo povo. Nomeado ditador, Flaco, também por deliberação popular, escolheu como seu mestre da cavalaria o pontífice máximo Públio Licínio Crasso Dives.
O novo ditador, uma vez de volta a Roma, enviou para o exército da Etrúria o seu legado Caio Semprônio Bleso para liberar o propretor Caio Calpúrnio Pisão, a quem entregou o comando de seu próprio exército em Cápua. Flaco então convoca a Assembleia das centúrias para o primeiro dia útil seguinte, mas os trabalhos não terminaram por causa de uma divergência entre os tribunos da plebe e o próprio ditador. A centúria Galéria, dos mais jovens, que era a primeira votar seguindo os sorteio, havia proposto como novos cônsules o próprio Flaco e Fábio Máximo. As outras tribos haviam feito a mesma escolha quando chamadas a votar e eles teriam sido eleitos se não fosse a interferência dos tribunos Caio e Lúcio Arrênio, que defendiam que seria não apenas um vício seguir diretamente da ditadura para a nova função mas também uma decisão funesta eleger o próprio ditador que convocou e presidia os trabalhos da Assembleia. Os dois tribunos ameaçavam vetar a decisão se o ditador aceitasse a indicação. Em seguida, Fúlvio tentou defender a legitimidade do voto das centúrias a seu favor, graças também ao apoio do Senado e das deliberações da plebe, além de citar alguns casos no passado que corroboravam sua tese.
Como a discussão já se estendia além do prazo legal, foi firmado um acordo entre o ditador e os tribunos pelo qual seria aceita a decisão final do Senado. Como acreditava-se que o momento era particularmente crítico para o Estado, o Senado decidiu que a res publica deveria ser governada por anciãos e generais de capacidade comprovada. Por isso, foi aceita a eleição de Fúlvio Flaco, pela quarta vez, e Fábio Máximo, pela quinta. Depois de terem sido eleitos os novos pretores, Lúcio Vetúrio Filão, Tito Quíncio Peno Capitolino Crispino, Caio Ostílio Túbulo (pretores urbanos) e Caio Arunculeio, Flaco renuncia à ditadura.

### Quarto consulado (209 a.C.)
Eleito cônsul pela quarta vez, com Fábio Máximo, Flaco assumiu o cargo nos idos de março e recebeu o comando da província da Itália juntamente com seu colega. Foi decidido que os dois dividiriam o poder regionalmente: Fábio conduziu a guerra contra Taranto enquanto Flaco marchou para a Lucânia e a terra dos brútios (moderna Calábria). Antes de partir para sua nova província, encarregou seu irmão, o legado Cneu Fúlvio Flaco, o comando do exército urbano para que ele o levasse até a Etrúria com ordens de trazer de volta para Roma as legiões que ali estavam.